# Alcatraz-comum
O alcatraz-comum ou gaivotão-real (Larus marinus) é uma gaivota de grandes dimensões, sendo a maior das gaivotas europeias.

## Características
Tem um comprimento de 79 cm e envergadura de até 170 cm. Tem o corpo branco e a parte superior das asas preta com as pontas brancas. A parte inferior das asas é cinzenta. O bico é amarelo com uma pinta vermelha na ponta inferior. Anel ocular vermelho. É muito semelhante à gaivota-de-asa-escura, distinguindo-se desta principalmente pelo seu tamanho, por apresentar as pernas rosa esverdeadas em vez de amarelas e por ter as asas com as pontas mais brancas que esta. Os juvenis, como na maioria das gaivotas, são sarapintados de cinzento acastanhado, e só adquirem as cores de adultos ao fim de vários anos. Não existe dimorfismo sexual apreciável.

## Alimentação

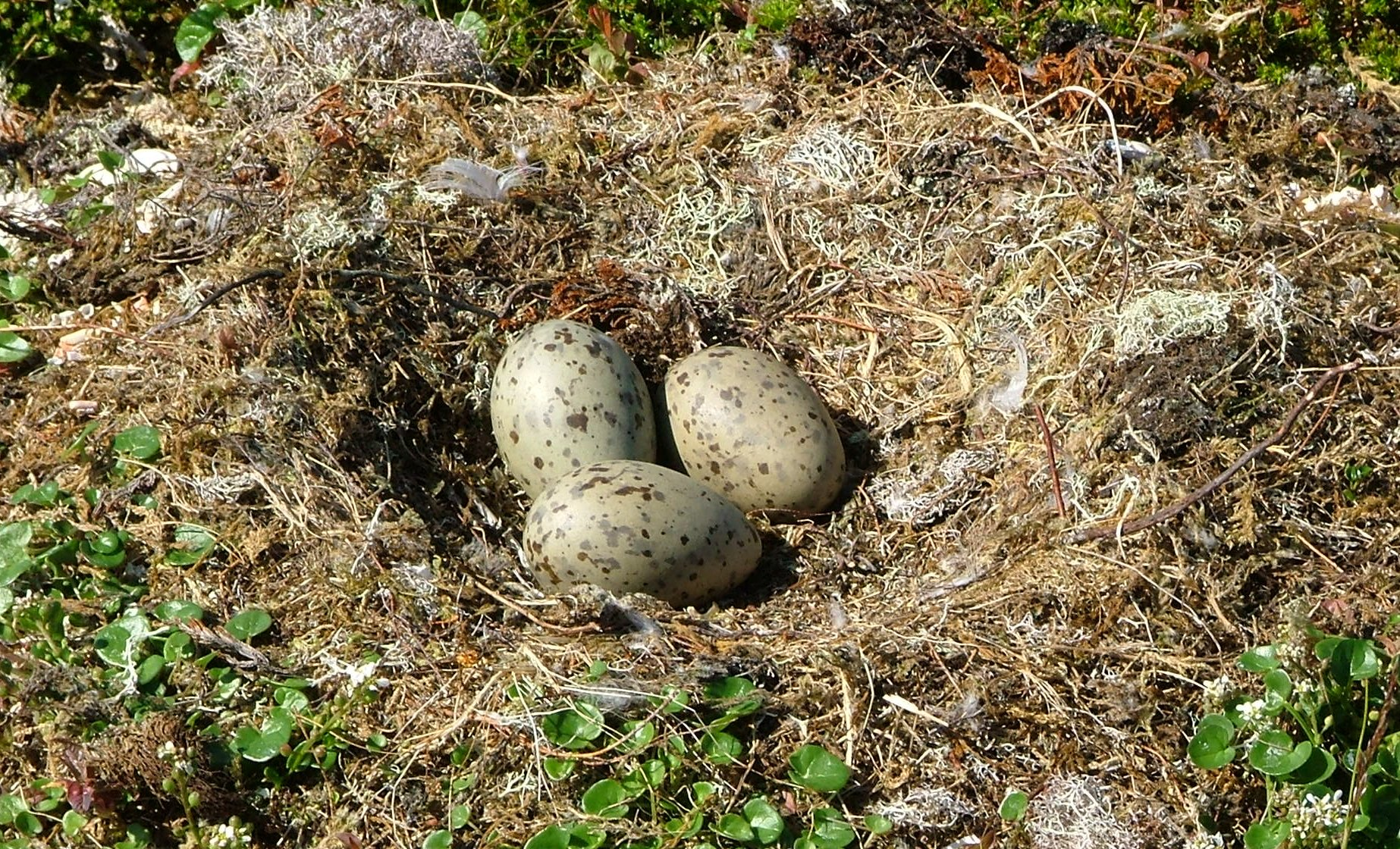
Ovos do alcatraz-comum.

Alimenta-se de peixe morto ou vivo, assim como de ovos e juvenis de outras aves. Possui um bico poderoso sendo capaz de comer crias de aves marinhas engulindo-as inteiras. Ao contrário da gaivota-argêntea, esta costuma caçar sozinha ou em parelha. É encontrada no norte do oceano Atlântico.

## Origem do nome
O nome alcatraz tem origem no árabe al-ġaţţās, que significa aquele que mergulha, tendo passado para o português e deste para outras línguas.

## Subespécies
A espécie é monotípica (não são reconhecidas subespécies).